# Anabelle Rodríguez Rodríguez
Anabelle Rodríguez Rodríguez (24 de diciembre de 1950-) es una abogada y jurista puertorriqueña, exprocuradora general del territorio y exjueza Asociada del Tribunal Supremo de Puerto Rico. Fue considerada una de las principales voces liberales en el Tribunal.[cita requerida]

## Carrera judicial
Su primer cargo en la rama judicial de Puerto Rico como oficial jurídico del juez Ángel Hermida, juez del Tribunal Superior. Pasó a la Oficina del Procurador General al año siguiente, como procuradora auxiliar. En 1991 se convirtió en procuradora general de Puerto Rico en propiedad, siendo la segunda mujer en ocupar ese cargo.
Abandonó momentáneamente la carrera judicial para dedicarse a la abogacía particular como socia Martínez, Odell & Calabria, dirigiendo el área de práctica apelativa. En 2001, la entonces gobernadora Sila María Calderón la nombró Secretaria de Justicia, cargo que fue la primera mujer en ocupar.
En 2004, presidió la Junta Examinadora de Aspirantes al Ejercicio de la Abogacía. Ese mismo año, la misma gobernadora Calderón la nominó al cargo de Jueza Asociada del Tribunal Supremo de Puerto Rico. Tras su confirmación por el Senado, y tomó posesión del cargo el 19 de agosto de 2004.
El 24 de diciembre de 2020, luego de 16 años ocupando el cargo de Jueza Asociada del Tribunal Supremo de Puerto Rico se acogió al retiro compulsorio a sus 70 años de edad, como está establecido en la Constitución del territorio.